# Jüdischer Friedhof (Litoměřice)
Koordinaten: 50° 32′ 2,4″ N, 14° 7′ 9,6″ O

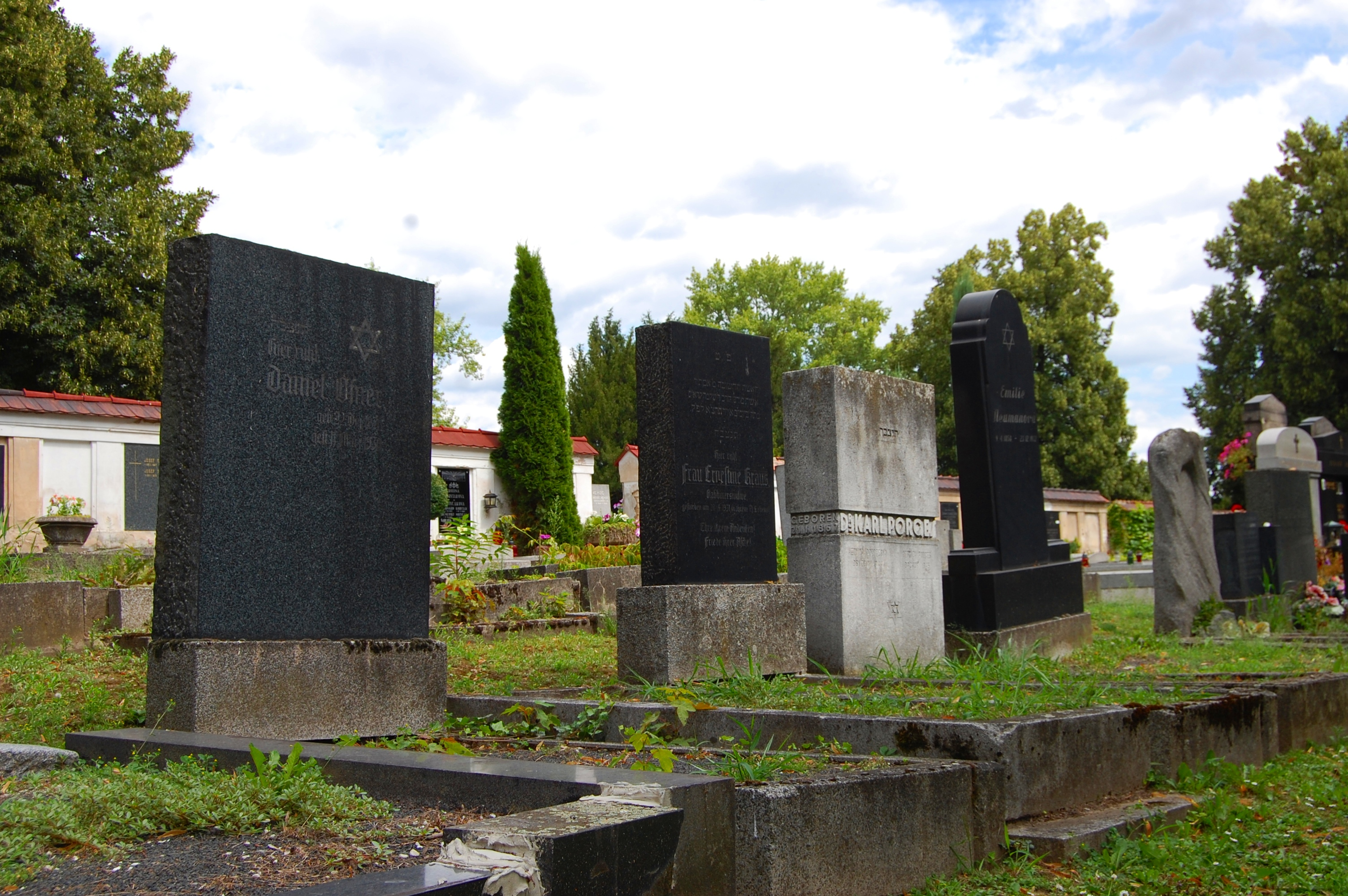
Jüdischer Friedhof in Litoměřice

Der Jüdische Friedhof in Litoměřice (deutsch Leitmeritz), der Bezirksstadt des Okres Litoměřice der Aussiger Region in Tschechien, wurde um 1880 angelegt. Der jüdische Friedhof befindet sich unmittelbar am neuen städtischen Friedhof.  